# Dendrolagus scottae
Dendrolagus scottae é uma espécie de marsupial da família Macropodidae. Endêmica de Papua-Nova Guiné.